# Breg, Novo mesto
Breg je del starega mestnega jedra Novega mesta. Breg je s svojo izredno izpostavljeno lego na obrobju mestnega jedra gotovo ena najslikovitejših znamenitosti mesta. To je strnjen niz stanovanjskih stavb, nastalih na mestu leta 1786 porušenega srednjeveškega mestnega obzidja. Stavbe so optimalno izkoristile sicer neugodne geomorfološke značilnosti terena in se mu popolnoma prilagodile. Bile so naslonjene na ostanke obzidja, ki so še vedno ohranjeni in vidni v zidovih kletnih etaž. Kletni zidovi pogosto slonijo na živoskalni osnovi vrh strmega pobočja nad reko Krko.
Na Bregu je živel predvsem revnejši sloj meščanov, ki se je ukvarjal s pridelavo in prodajo zelenjave, pranjem perila, s sušenjem mesa in oddajanjem sob podnajemnikom. Breške gospodinje so do 2. svetovne vojne oddajale stanovanja dijakom novomeške gimnazije, zaradi tega se je med Novomeščani za njih uveljavilo ime študentske mame.
Prvotno izredno skromna arhitektura se je večkrat spreminjala, kljub temu pa je večina stavb ohranila tlorisno zasnovo in tipično zunanjo podobo z delno vkopano kletjo, bivalnim pritličnjem z vhodom z ulice in značilnimi lesenimi ganki na sončni južni fasadi visoko nad Krko. Z ulico vzporedne strehe so bile krite z lesenimi skodlami ali deskami vse začetka 20. stoletja, ko jih je počasi nadomestila opečna kritina.
Specifična podoba celotnega niza stavb, pogojena z danostjo naravnega okolja in iznajdljivim prilagajanjem terenu - prefinjeno sožitje dominantne narave in skromne arhitekture, ki je kljub materialni revščini svojih graditeljev dosegla visok estetski nivo, predstavlja izrazito etnološko posebnost Novega mesta in je njegov razpoznavni znak.
Območje novomeškega brega je bilo z Odlokom o razglasitvi naravnih znamenitosti in nepremičnih kulturnih in zgodovinskih spomenikov v občini Novo mesto leta 1992 razglašeno za kulturni spomenik lokalnega pomena.